# Bibiana Ballbè i Serra
Bibiana Ballbè i Serra (Matadepera, 28 de setembre de 1977) és una periodista catalana, conferenciant, directora creativa, fundadora i CEO de TheCreativeAgency i TheCreativeNet; especialitzada en cultura i creativitat i impulsora i dinamitzadora del sector.

## Biografia
Es va graduar en un màster en administració d'empreses (MBA) en Ciències de la Comunicació per la Universitat Europea de Barcelona. Un cop acabada la carrera, va marxar a Alemanya per acabar presentant un programa de viatges setmanal i un magazine musical de la cadena de televisió VIVA. Cinc anys més tard, va tornar a Catalunya i va ser presentadora i guionista del programa Silenci? al Canal 33 fins al 31 de desembre de 2008. Poc després, també va participar en el programa Noche sin tregua, emès a Paramount Comedy.
Va presentar Ànima, amb Toni Puntí, fins al 31 de desembre de 2009, a TV3. Des de maig de 2010 va ser presentadora i guionista de Bestiari il·lustrat al 33, programa que fou suspès des de mitjans d'octubre de 2012 fins a final d'any per la polèmica que es va generar per l'ús del rei Joan Carles I d'Espanya com a diana en una entrevista amb Jair Domínguez.
Des del 4 de març de 2013 va copresentar amb Valentí Sanjuan (Visto lo visto TV) el programa de TV3 Etiquetats, que únicament s'emet per internet.
També va produir, dirigir i presentar Caràcter, un programa cultural que emès setmanalment al 33. I, seguidament, va presentar el programa Això no és un trio a TV3: un programa d'entrevistes a personatges públics de gran impacte social i cultural, comissariant i dirigint, a l'hora, el projecte #ffbcn fàbrica futur barcelona.
El 2016 funda TheCreativeAgency, una agència creativa i productora audiovisual especialitzada en Branding i Direcció Creativa, Estratègia Digital, Contingut Audiovisual i producció d'esdeveniments, treballant amb clients com Nike, Seat, Torres, Audi, Nespresso, Adidas, La Vanguardia, TV3, Mobile World Capital, Banc Sabadell, Aigües de Barcelona, Kave Home, Santa Eulàlia, Tous i Estrella Damm.
També lidera la xarxa TheCreativeNet, una plataforma digital que connecta a més de 50 MM de persones amb el propòsit de generar un valor afegit de connectivitat entre les empreses i el talent creatiu de Barcelona. L'objectiu és crear aliances i oportunitats que els uneixi per a projectes específics, transformant la creativitat en feina de la manera més fàcil i dinàmica possible -curadors dels Futurs.
Des de 2016, impulsa TheCreativeFest: un festival inèdit que fa homenatge a la transversalitat de la creativitat de la mà dels creadors, trendsetters i referents més top del moment. Mou a més de 20.000 persones i el 2020 se celebra la seva 4a edició. TheCreativeFest és una jornada completa de conferències, xerrades, tallers, networking, masterclass i molt més, envoltats de furgoteques, mercats vintage, concerts i DJ sets. Com a ponents principals: Stefan Sagmeister, Floch & Lo Studio, Malika Favre, Maria Diamantes, Domestic Data Streamers, Carla i Marta Cascales, Hey Studio, Nuria Graham, Marc Pillars i Dalmaus.
Col·labora de forma regular en diferents mitjans de comunicació com La Vanguardia, el diari ARA, COMRàdio i RAC 1.